# Asharq al-Awsat
Asharq al-Awsat (en árabe: الشرق الاوسط, El Oriente Medio) es un periódico diario árabe, con una tirada de 200 000 ejemplares, impreso simultáneamente en doce ciudades de cuatro continentes. Fue fundado en 1978 en Londres, Reino Unido, por Jihad Al Khazen y Adel Bishtawi. Su sede central permanece en Londres, pero se edita en Arabia Saudí por una empresa dirigida por el príncipe Faisal bin Salman. El redactor en jefe es Adel Al-Toraifi.
Desde 1990 Asharq al-Awsat ha incrementado su tirada y difusión y se distribuye tanto en Oriente Medio como en el Magreb, sobre todo en Marruecos. Es conocido por su lema "un periódico internacional de los árabes", ya que abarca tanto asuntos propios de los países árabes, como otros temas internacionales.
Fue el primer diario árabe en introducir la transmisión por satélite para la impresión simultánea de la tirada diaria en varias de las principales ciudades del mundo, y actualmente es el único diario árabe con los derechos de autor para la impresión internacional mediante sindicación del The Washington Post, USA Today y Global Viewpoint. El periódico se basa en las traducciones de noticias de otros medios internacionales y noticias de agencias.